# 東大阪市立小阪中学校
東大阪市立小阪中学校（ひがしおおさかしりつ こさかちゅうがっこう）は、大阪府東大阪市宝持一丁目にある公立中学校。
東大阪市の小阪・八戸ノ里周辺の文教地区を校区としている。総合的な学習の時間ではボランティア体験や職業体験などを取り入れている。2005年度・2006年度の2年間、大阪府教育委員会の「授業評価システム研究」の指定校となり、授業の工夫改善の研究に取り組んでいる。
校区に司馬遼太郎がかつて居住し、居宅跡に司馬遼太郎記念館がある関係で、司馬の命日に当たる2月12日前後に司馬が好んでいた菜の花を地域いっぱいに咲かせる取り組み「菜の花忌」（司馬遼太郎記念館主催）の取り組みにも参加している。

## 沿革
- 1952年
  - 4月 - 布施市立第十中学校として開校
  - 9月 - 現在地へ移転
- 1967年2月 - 布施市などの3市合併による東大阪市の市制施行により、東大阪市立小阪中学校に改称
- 1987年3月 - プール完成
- 1995年11月 - コンピュータ室設置
- 2005年 - 大阪府教育委員会から「授業評価システム研究」の研究校に指定される。

## 通学区域
- 東大阪市立小阪小学校、東大阪市立八戸の里小学校、東大阪市立八戸の里東小学校の通学区域。

## 交通
- 近鉄奈良線 八戸ノ里駅 南へ約1km。
- 近鉄バス 宝持バス停。

## 主な出身者
- 植田睦 - 柔道家
- 古川優奈 - ファッションモデル、タレント